# Anthidium anurospilum
Anthidium anurospilum là một loài Hymenoptera trong họ Megachilidae. Loài này được Moure mô tả khoa học năm 1957.